# شويإيتشيرو ساكاموتو
شويإيتشيرو ساكاموتو (باليابانية: 阪本 翔一朗) (18 أغسطس 1995 في نارا في اليابان – )؛ هو لاعب كرة قدم ياباني سابق كان يلعب كمهاجم.

## وصلات خارجية
- شويإيتشيرو ساكاموتو على موقع رابطة كرة القدم اليابانية للمحترفين (اليابانية)
- شويإيتشيرو ساكاموتو على موقع قاعدة بيانات كرة القدم.إي يو (الإنجليزية)
- شويإيتشيرو ساكاموتو على موقع Soccerway.com (الإنجليزية)